# 恵那郡
- 令制国一覧 > 東山道 > 美濃国 > 恵那郡
- 日本 > 中部地方 > 岐阜県 > 恵那郡

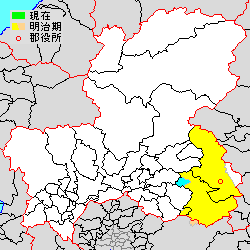
岐阜県恵那郡の位置（薄黄：後に他郡に編入された区域 水色：後に他郡から編入した区域）

恵那郡（えなぐん）は、岐阜県（美濃国）にあった郡。

## 郡域
1879年（明治12年）に行政区画として発足した当時の郡域は、以下の区域にあたる。
- 恵那市の大部分（飯地町・笠置町河合を除く[1]）
- 中津川市の大部分（山口[2]・馬籠[2]・神坂[3]を除く）
- 瑞浪市の一部（陶町）
- 愛知県豊田市の一部（須渕町・浅谷町・三分山町・上切町・下切町・上中町・下中町・島崎町・一色町）

## 歴史

### 郡名の由来
「恵那」という地名自体は古代から確認できるため、語源は定かではない。恵那山は伊弉冉命が天照大神を生んだ際の胞衣（えな = へその緒）を納めた地とされ、胞衣（えな)→恵奈→恵那と変化したという伝説がある。

### 古代
7世紀の評制下では土支評（後の土岐郡）の一部であったらしい。飛鳥池遺跡から見つかった677年12月（天武天皇6年）の木簡に「土支評恵奈五十戸造阿利麻」とあることから、この木簡の書かれた677年の時点では恵奈郡がまだ成立しておらず、土支評の中に「恵奈」という五十戸（里）があったことがわかる。一方、750年（天平勝宝2年）4月22日　美濃国司解（東南院文書）に「恵奈郡繪下郷」とあるので、恵那郡は8世紀初め頃に土岐郡から分離成立したと推定される。延喜式には「恵奈郡」と書かれており、平安時代中期の和名類聚抄、拾芥抄にも「恵奈」と書かれている。

#### 郷
和名類聚抄に、当時の恵奈郡にあった六箇所の郷が記述されている。しかし郡司が居た郡家郷については記述が無いが、恵那市の大井町・長島町あたりと推測される。
- 坂本郷　- 中津川市坂本周辺
- 繪上郷　- 長野県木曽郡
- 繪下郷　- 中津川市の中津川恵下周辺が推測される。
- 竹折郷　- 恵那市武並町竹折周辺
- 安岐郷　- 中津川市阿木周辺
- 淡氣郷〔手向郷〕　- 恵那市山岡町の上手向・下手向を中心として明智町、上下村(上矢作町)、佐々良木(三郷町)、瑞浪市陶町など

また延喜式には中川神社、坂本神社、恵那神社の三社が記されている。

古代恵奈郡(注:この地図には瑞浪市陶町が恵奈郡に含まれていないことと、恵那市飯地が恵奈郡に含まれていること、鳥居峠と境峠以南の木曾全体が恵奈郡に含まれていない3点が誤りである)

### 中世
- 平安時代には恵那郡の木曽川以南は遠山荘に属し、当初は摂関家領、後に近衛家領となった。(近衛家所領目録の中に遠山荘が記されている。)
- 中津川市蛭川の和田川以西と、恵那市中野方町、笠置町、飯地、加茂郡の東部にかけては蘇原荘に属していた。
- 現在の長野県木曽郡の南部は小木曾荘に属し、高山寺方便智院領であった。
- 現在の長野県木曽郡の北部は大吉祖荘に属し、東鑑の文治2年3月12日の條には宗像少輔領との記述がある。

### 近世
江戸時代の 1651年(慶安4年)に完成した正保国絵図には恵那郡と書かれているが、 元禄以後にまた恵奈郡に戻された。明治になって恵那郡という表記に定められた。
天正年間に豊臣秀吉の命により、全国で太閤検地が実施された結果は、美濃国は54万石、恵那郡は34,3102斗6升5合であった。太閤検正保書上帳による恵那郡の78ヶ村の石高については以下の通り。
- 尾張藩領
  - 中津川村1,334石6斗3升6合
  - 手金野（手賀野）村446石5斗4升
  - 駒場村772石
  - 落合村480石4斗1升
  - 川上村180石
  - 付知村284石8升
  - 加子母村1,189石5升
  - 千旦林村552石6斗2升
  - 大井村512石6斗4升
  - 正家村873石2斗7升
- 旗本茄子川馬場氏領と尾張藩の山村氏（木曽方）・干村氏（久々利方）領
  - 茄子川村1,367石6升
- 天領(高山陣屋）
  - 下野村367石1斗
- 苗木藩領
  - 日比野村996石2斗1升
  - 上地村95石9斗
  - 瀬戸村133石
  - 坂下村972石4斗3升
  - 上野村255石
  - 田瀬村295石
  - 福岡村739石
  - 鷹山（高山）村340石
  - 蛭川村880石9斗9升
  - 毛鹿母（毛呂窪）村362石5斗2升
- 以下の3村については、加茂郡の太閤検正保書上帳に記載されている。
  - 姫栗村439石4升
  - 川合（河合）村217石
  - 中之方（中野方）村554石4斗4升
- 岩村藩領
  - 岩村828石6斗7升
  - 飯羽間村293石8斗
  - 富田村1,613石
  - 阿木村1,589石6斗4升
  - 飯妻（飯沼）村459石8斗8升
  - 東野村1,225石3斗9升
  - 中野村531石4斗5合
  - 永田村257石8斗9升
  - 久須見村1,057石6升
  - 竹折村304石5斗
  - 藤村962石5斗5升
  - 野井村492石9斗7升
  - 佐々羅木（佐々良木）村641石9斗4升
  - 椋実村52石7斗2升
  - 上村649石5斗5升4合
  - 下村226石9斗4升
  - 漆原村114石4升
  - 小田子村121石2斗7合
  - 串原村1,028石2升6合
  - 澤中村17石2斗6升

- 岩村藩領と尾張藩領
  - 馬場山田村1,656石4斗7合1升
- 旗本明知遠山氏領
  - 明知村684石1斗1升2合
  - 上田村56石7斗6升6合
  - 大栗村50石6斗
  - 田良子村157石4升
  - 吉良見村161石2斗8升
  - 大船村103石2斗2升4合
  - 小泉村101石2斗
  - 柏尾村17石4斗6合
  - 岩竹村26石6斗1升2合
  - 安主村14石1斗6升8合
  - 土助村34石3斗2升8合
  - 才坂村32石4斗7升4合
  - 阿妻村90石3斗5升
  - 颪須淵村7石1斗
  - 浅谷村104石3斗2升
  - 一色村20石
  - 野原村339石7斗
  - 野志村214石7斗
  - 小杉村51石6斗1升2合
  - 落倉村24石3斗7升2合
  - 馬木村30石2斗4升
  - 馬坂村13石8斗6升
  - 高波村136石1斗
  - 嶺山（峰山）村32石1斗5升9合
  - 杉平村75石6斗
  - 門野村161石4斗8升
  - 久保原村540石7斗
  - 上手向村708石4斗
  - 下手向村383石6斗
  - 釜屋村456石5斗7升
  - 田代村97石4斗1升2合
  - 原村223石3斗
  - 猿爪村240石1升4合
- 天領（当初は旗本小里氏領であったが廃絶になったため天領となる）
  - 水上村173石5斗7合4升
  - 大川村176石4升

### 江戸時代以降
- 戦国時代から江戸時代初期にかけては大川村と水上村は旗本小里氏の領地であったが後継が無く断絶したため幕領とされた。
- 裏木曽と呼ばれ良質な木材が採れた恵那郡北部の加子母村、付知村、川上村は尾張藩領とされた。
- 茄子川村は旗本茄子川馬場氏と、尾張藩の家臣木曾衆の山村氏、千村氏、原氏、三尾氏など8名の入相支配地であった。
- 姫栗村と毛呂窪村は元々加茂郡であったが、正保年間(1645年～1648年)に恵那郡へ編入

### 木曽も含んでいた古代から近世
702年（大宝2年）に「始めて美濃国の岐蘇山道を開く」と続日本紀に記されているのが岐蘇（木曽）の史料上の初見であるが、このとき木曽路を開通させたのは美濃国の役人たちであったため、木曾谷は美濃国に含まれた。はじめ美濃国恵奈郡繪上郷に属していたが、信濃国と所属がしばしば争われた。
9世紀後半の、貞観年中の859年～876年に天皇の勅命により、朝廷より藤原正範と靭負直継雄が派遣され、両国の国司と現地に臨んだ。この時の正範らの報告によると、「もともと吉蘇、小吉蘇の両村（木曾谷の村落）は美濃国恵奈郡繪上郷の地域にあり、和銅6年（713年）に美濃守笠麻呂らが、ここに吉蘇路を開通させた（三代実録）。
ここは美濃の国府（不破郡垂井町府中）から10日余りもかかる距離にあり、信濃国府(松本市)のすぐ近くではあるが、もし信濃国ならば、美濃国司がこのような遠いところで工事をする理由がない。その理由で美濃と信濃の両国の国司立ち会いの上で国境を「懸坂上岑」（木祖村と旧奈川村との境界で木曽川の水源から北にある境峠)と定め、吉蘇・小吉蘇両村を恵奈郡繪上郷の地と裁断。
それでこの報告にしたがって、木曾谷を美濃国と決めた。」という。当時は、境峠を越えて飛騨から来た道と合流し信濃国府へ向かったのである。
しかし平安時代末期になると、源義仲が信濃国木曾の住人とされたように「木曾谷は信濃」という認識が生まれた。
- 平安時代中期の拾遺和歌集には、源頼光の『なかなかに　いいもはなたで信濃なる木曽路の橋のかけたるやなぞ』という和歌がある。
- 信濃地名考という文献には、木曾が信濃国に移管されたのは、平安時代の延喜年間（901年 - 923年）と記されている。
- 文正元年（1466年）11月1日、木曾家豊が興禅寺 (長野県木曽町)に寄進した梵鐘の鐘銘に刻まれている内容は、『壇心離有作々　金匠到無切功　鐘聲廣大　伽藍興隆　群生睡破　利濟無窮　美濃州　慧那郡　木曾庄　萬松山 興禅々寺　住持比丘大壇那　源之朝臣家豊　于時文正元年　丙戌霜月一日』とある。
- 美濃国恵奈郡であった木曾全域が信濃国に移った時期について、信州大学人文学部の山本英二教授が長野県木曽郡大桑村の定勝寺の古文書の回向文の中から年代が分かる5点で、延徳3年(1491年)には、美濃州恵奈郡木曽庄とあるが、永正12年(1515年)には、信濃州木曾荘と書かれているので木曾が美濃国恵奈郡から信濃国へ移ったのは1491年から1515年の間と結論付けた。
- 木曾古道記には木曽川より東側にある定勝寺の天文18年(1549年)作の鐘銘には信州木曾庄と書かれてあるのに対し、木曽川より西側にある興禅寺にある承応2年(1653年)作の鐘銘には美濃国恵那郡木曾庄となっていることを述べた上で、天正以来の記録に木曽川より東を信濃国筑摩郡、木曽川より西を美濃国恵那郡と分けていたが、享保9年(1724年)に木曽川の東も西も信濃国筑摩郡木曾と定められたと記されている。
- 中津川市山口(元・長野県木曽郡山口村)にある諏訪神社の慶長16年(1611年)11月の棟札には「恵那郡木曽山口村」と記されている。
- 寛文9年(1669年)木曾代官の山村甚兵衛より尾張御領宛、木曽の所属について提出した書状によると、然ハ 御家中城侍在所持御書出候様ニと今度自公儀被仰出候付　当福島ハ 濃州恵那郡之内ニ候哉　信州之内ニ候哉　先年絵図公儀ヘ上申候 時分聞被成度候 間得其意存候 当地興禅寺ニ有之候鐘銘ニハ 恵那郡と有之候ヘ共　是ハ古ニ詮儀無覚束存候　木曽ハ信州之物と申唱　先年木曽絵図ニハ信州之内共　濃州之内共断書ハ 不仕其地ヘ絵図指上申候　其節承及候ハ信州一国之絵図ハ　真田伊豆守殿　濃州一国絵図ハ 岡田将監殿より一枚絵図ニ御認め　公儀ヘ上申由ニて殿様[5]御領分も美濃之絵図ハ将監殿[6]ヘ被遣　木曽絵図ハ伊豆守殿[7]ヘ派遣候由承及申候然共聢(しか)と覚不申候　此段ハ其御地ニて如可申と存候　左と御座候ヘハ　木曽ハ 弥信濃絵図に入可申と存候とある。
- 寛文11年(1671年)山村甚兵衛より千村平右衛門への書状覚の中の触状に　尾州御国奉行に伺いたてたところ「木曽の儀、信濃国中に相極候ヘハ」触状はそのまま廻すようにとの指示を与えているところから、この寛文の頃になると木曽は信濃国の中とはっきりしたのだろう。

- 天文11年（1542年）、岩村城主の遠山景前と延友新右衛門尉が笠木社に梵鐘を寄進した。その鐘銘に『濃州加茂郡笠木山大権現新寄進　本願　延友新右衛門尉　藤原景延　願主　遠山左衛門尉　藤原景前　天文十一稔　寅壬　十一月念日』とあり、藤原景前とは遠山景前のことで、笠木社とは、現在の中野方町にある笠置神社のことである。すなわち当時の中野方村は加茂郡に属していたことが分かる。
- 太閤検地当時は加茂郡に属していた中野方村は江戸時代中期に恵那郡に編入された。安弘見伝記には、「昔ハ恵那・加茂両郡ノ境ハ坂折川ニテ、川ノ東ハ恵那郡、西ハ加茂郡ナリシヲ、延享三年御巡見ノ節、一村恵那郡ト定メタル」と記述がある。
- 慶長6年(1601年)の「美濃一国郷牒」には、蛭川村・福岡村・高山村・田瀬村・下野村・上野村は加茂郡と記述されている。
- 元和元年(1615年)の「美濃国之内郷帳」に加茂郡加志母村、元和二年(1616年)の「美濃国村高御領地改帳」にも加茂郡加志母村の記述がある。恵那郡沿革考の一「加子母村の往古」に加子母は元は加茂郡なりと、然れども確証を得ず。との記述がある。
- 明治30年(1897年)4月1日、加茂郡河合村が、姫栗村・毛呂窪村と合併し恵那郡笠置村となった。
- 昭和23年(1948年)4月1日、加茂郡飯地村が恵那郡へ所属変更となった。

### 町村制施行以前の沿革
- 「旧高旧領取調帳」に記載されている明治初年時点での支配は以下の通り。(81村）

| 知行        | 知行                        | 村数 | 村名 |
| ----------- | --------------------------- | ---- | --- |
| 幕府領      | 美濃郡代                    | 2村  | 大川村、水上村 |
| 幕府領 藩領 | 美濃郡代 苗木藩             | 1村  | 下野村 |
| 藩領        | 苗木藩                      | 12村 | 日比野村、上地村、瀬戸村、坂下村、上野村、田瀬村、福岡村、高山村、蛭川村、毛呂窪村、姫栗村、中野方村 |
| 藩領        | 岩村藩                      | 20村 | 岩村、飯羽間村、富田村、上村、漆原村、下村、小田子村、澤中村、串原村、椋實村、佐々良木村、阿木村、飯沼村、永田村、野井村、竹折村、久須見村、中野村、東野村、藤村 |
| 藩領        | 岩村藩 尾張藩(太田代官)     | 1村  | 馬場山田村 |
| 藩領        | 尾張藩(太田代官)            | 4村  | 大井村 、川上村、付知村、加子母村 |
| 藩領        | 尾張藩(木曾衆)              | 6村  | 正家村、千旦林村、駒場村、手賀野村、中津川村、落合村 |
| 藩領 旗本領 | 尾張藩(木曾衆) 茄子川馬場氏 | 1村  | 茄子川村 |
| 旗本領      | 明知遠山氏                  | 34村 | 明知村、馬木村、馬坂村、高波村、峰山村、小杉村、落倉村、門野村、杉平村、野志村、上手向村、久保原村、下手向村、釜屋村、原村、田代村、猿爪村、吉良見村、小泉村、大船村、上田村、大栗村、田良子村、阿妻村、一色村、野原村、浅谷村、須淵村、颪村、上柏尾村、下柏尾村、岩竹村、安主村、土助村、才坂村 |

　尾張藩領内における木曾衆の領地　 　
- 落合村480石8斗7升　(山村甚兵衛　240石2斗5升・千村平右衛門　240石2斗5升)
- 中津川宿　(山村甚兵衛　1,334石6斗3升)
- 駒場村　(千村平右衛門　772石)
- 手金野村(手賀野村)　(山村甚兵衛　456石5斗4升)
- 千旦林村552石6斗2升　(山村甚兵衛　126石3斗1升・千村平右衛門　126石3斗1升・山村八郎左衛門　300石)
- 茄子川村1,368石6升　旗本茄子川馬場氏との立会。(茄子川馬場氏275石・山村甚兵衛　350石・千村平右衛門　125石・原十郎兵衛　156石6斗・千村助右衛門　145石・山村一學　130石・千村次郎右衛門　119石・三尾左京　86石)
- 正家村　873石2斗7升(山村甚兵衛　200石・千村平右衛門　400石・三尾左京　300石)

- 慶応4年
  - 4月15日（1868年5月7日） - 幕府領・旗本領が笠松裁判所の管轄となる。
  - 閏4月25日（1868年6月15日） - 笠松裁判所の管轄地域が笠松県の管轄となる。
- 明治初年 - 領地替えにより尾張藩の木曾衆の領地（駒場村・手賀野村・中津川村・落合村および正家村・千旦林村・茄子川村の各一部）が笠松県の管轄となる。
- 明治4年 
  - 7月14日（1871年8月29日） - 廃藩置県により、藩領が岩村県、名古屋県、苗木県となる。
  - 11月22日（1872年1月2日） - 第1次府県統合により、全域が岐阜県の管轄となる。

### 大区小区制
明治5年4月9日（1872年6月10日） - 大区小区制の施行により、恵那郡は岐阜県第十二大区とされた。郡内には63ヶ村があったが、11の小区に分けられた。
- 第一小区　竹折村、藤村、久須見村、中野村、正家村、永田村、大井村、東野村、佐々良木村、野井村、椋實村
- 第二小区　馬坂村、馬木村、高波村、峯山村、小杉村、落倉村、明知村
- 第三小区　杉平村、門野村、野志村、吉良見村、大船村、小泉村、大栗村、田良子村、上田村、阿妻村、猿爪村、大川村、水上村、 原村、釜屋村、田代村、下手向村
- 第四小区　野原村、一色村、浅谷村、須淵村、土助村、才坂村、安主村、岩竹村、柏尾村、颪村
- 第五小区　澤中村、串原村、小田子村、漆原村、下村、上村
- 第六小区　馬場山田村、久保原村、上手向村、飯羽間村、富田村、岩村
- 第七小区　阿木村、飯沼村
- 第八小区　千旦林村、茄子川村、駒場村、手賀野村、落合村、中津川村
- 第九小区　日比野村、上地村、瀬戸村、坂下村、上野村、川上村、下野村、田瀬村、福岡村
- 第十小区　高山村、蛭川村、中野方村、毛呂窪村、姫栗村
- 第十一小区　加子母村、付知村

明治11年（1878年）7月22日 - 地方三新法の一つである郡区町村編制法の制定により大区小区制は廃止された。

### 自治体の変遷
- 明治5年
  - 5月 - 上飯羽間村、中飯羽間村、下飯羽間村、根上村が合併し飯羽間村となる。
  - 8月 - 上村、島村、飯田洞村、小笹原村、横道村、木實村が合併し上村となる。
- 明治7年（1874年）9月[8]
  - 馬木村・馬坂村・高波村・峰山村・小杉村・落倉村・澤中村が合併して東方村となる。（75村）
  - 日比野村が改称して苗木村となる。
- 明治8年（1875年）1月 - 以下の各村の統合が行われる[9]。（63村）
  - 大泉村 ← 小泉村、大船村
  - 大田村 ← 上田村、田良子村、大栗村
  - 杉野村 ← 門野村、杉平村
  - 浅谷村 ← 浅谷村、須淵村
  - 野原村 ← 一色村、野原村
  - 横通村 ← 颪村、柏尾村、岩竹村、安主村、土助村、才坂村
  - 瀬戸村 ← 上地村、瀬戸村
- 明治12年（1879年）2月18日 - 郡区町村編制法の岐阜県での施行により、行政区画としての恵那郡が発足。郡役所が大井村に設置。同日大区小区制廃止。
- 明治14年（1881年） - 郡役所が中津川村に移転。

### 町村制施行以降の沿革

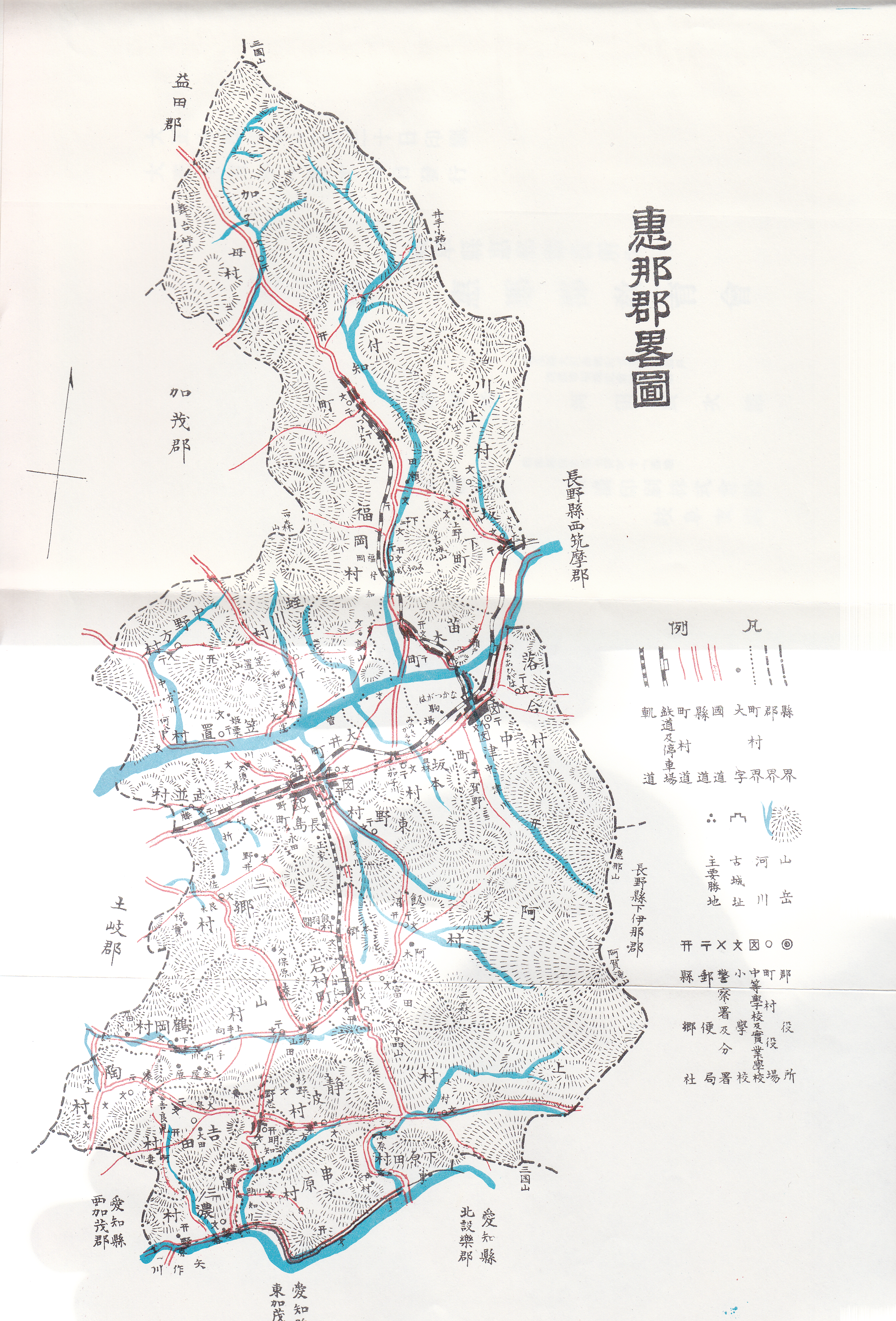
恵那郡略図（1906 - 1933年）

- 明治22年（1889年）7月1日 - 町村制の施行により、以下の町村が発足。（3町46村）
  - 中津川町（中津川村が単独町制。現・中津川市）
  - 駒場村、手賀野村、千旦林村、茄子川村、阿木村、飯沼村（それぞれ単独村制。現・中津川市）
  - 富田村、飯羽間村、上村（それぞれ単独村制。現・恵那市）
  - 岩村町（岩村が単独町制。現・恵那市）
  - 馬場山田村、久保原村、上手向村（単独村制。現・恵那市）
  - 下原田村 ← 下村、漆原村、小田子村（現・恵那市）
  - 明知町（明知村が単独町制。現・恵那市）
  - 串原村（単独村制。現・恵那市）
  - 三濃村 ← 横通村、野原村、浅谷村（現・恵那市、愛知県豊田市）
  - 阿妻村、大田村、吉良見村、大泉村、野志村、杉野村、東方村（それぞれ単独村制。現・恵那市）
  - 猿爪村、水上村、大川村（それぞれ単独村制。現・瑞浪市）
  - 下手向村、釜屋村、原村、田代村（それぞれ単独村制。現・恵那市）
  - 三郷村 ← 佐々良木村、椋實村、野井村（現・恵那市）
  - 竹折村、藤村（それぞれ単独村制。現・恵那市）
  - 長島村 ← 中野村、久須見村、正家村、永田村（現・恵那市）
  - 大井村、東野村、毛呂窪村、姫栗村、中野方村（それぞれ単独村制。現・恵那市）
  - 蛭川村（単独村制。現・中津川市）
  - 福岡村 ← 福岡村、田瀬村、高山村（現・中津川市）
  - 下野村（単独村制。現・中津川市）
  - 苗木村 ← 苗木村、瀬戸村（現・中津川市）
  - 落合村（単独村制。現・中津川市）
  - 坂下村 ← 坂下村、上野村、川上村（現・中津川市）
  - 付知村、加子母村（それぞれ単独村制。現・中津川市）
- 明治23年（1890年）
  - 10月24日 - 苗木村が町制施行して苗木町となる。（4町45村）
  - 12月27日 - 大井村が町制施行して大井町となる。（5町44村）
- 明治30年（1897年）
  - 4月1日 - 以下の町村の統合が行われる。（5町23村）
    - 陶村 ← 猿爪村、大川村、水上村（現・瑞浪市）
    - 竹折村 ← 藤村、竹折村（現・恵那市）
    - 笠置村 ← 毛呂窪村、姫栗村、加茂郡河合村（現・恵那市）
    - 阿木村 ← 阿木村、飯沼村（現・中津川市）
    - 坂本村 ← 茄子川村、千旦林村（現・中津川市）
    - 中津町 ← 中津川町、手賀野村、駒場村（現・中津川市）
    - 吉田村 ← 大田村、阿妻村、吉良見村、大泉村（現・恵那市）
    - 遠山村 ← 馬場山田村、久保原村、上手向村（現・恵那市）
    - 鶴岡村 ← 下手向村、原村、釜屋村、田代村（現・恵那市）
    - 明知町 ← 明知町、野志村、杉野村、東方村（現・恵那市）
    - 福岡村 ← 福岡村、下野村（現・中津川市）
    - 本郷村 ← 富田村、飯羽間村（現・恵那市）

  - 4月16日 - 付知村が町制施行して付知町となる。（6町22村）
  - 8月1日 - 郡制を施行。
- 明治31年（1898年）12月14日 - 長島村が町制施行して長島町となる。（7町21村）
- 明治33年（1900年）5月24日 - 竹折村が改称して武並村となる。
- 明治38年（1905年）7月1日（7町23村）
  - 坂下村の一部（旧・川上村）が分立して川上村が発足。
  - 明知町の一部（旧・東方村・杉野村・野志村）が分立して静波村が発足。
- 明治44年（1911年）1月1日 - 坂下村が町制施行して坂下町となる。（8町22村）
- 大正12年（1923年）4月1日 - 郡会が廃止。郡役所は存続。
- 大正15年（1926年）7月1日 - 郡役所が廃止。以降は地域区分名称となる。
- 昭和7年（1932年）10月1日 - 陶村が町制施行して陶町となる。（9町21村）
- 昭和23年（1948年）4月1日 - 加茂郡飯地村の所属郡が本郡に変更。（9町22村）
- 昭和26年（1951年）4月1日 - 中津町・苗木町が合併して中津川町が発足。（8町22村）
- 昭和27年（1952年）4月1日 - 中津川町が市制施行して中津川市となり、郡より離脱。（7町22村）
- 昭和29年（1954年）
  - 4月1日（4町16村）
    - 大井町・長島町・東野村・三郷村・武並村・笠置村・中野方村・飯地村が合併して恵那市が発足し、郡より離脱。
    - 陶町が土岐郡瑞浪土岐町・稲津村・釜戸村・大湫村・日吉村および明世村の一部（月吉・山野内・戸狩）と合併して瑞浪市が発足し、郡より離脱。

  - 7月1日 - 明知町・静波村が合併して明智町が発足。（4町15村）
  - 7月10日 - 坂本村が中津川市に編入。（4町14村）
  - 9月10日 - 岩村町・本郷村が合併し、改めて岩村町が発足。（4町13村）
- 昭和30年（1955年）
  - 3月1日 - 鶴岡村・遠山村が合併して山岡町が発足。（5町11村）
  - 4月1日 - 三濃村の一部（横通）が明智町に、残部（浅谷・野原）が愛知県東加茂郡旭村に編入。（5町10村）
  - 10月5日 - 吉田村が明智町に編入。（5町9村）
- 昭和31年（1956年）9月30日（6町6村）
  - 落合村が中津川市に編入。
  - 上村・下原田村が合併して上矢作町が発足。
- 昭和32年（1957年）11月1日 - 阿木村が中津川市に編入。（6町5村）
- 昭和41年（1966年）4月1日 - 福岡村が町制施行して福岡町となる。（7町4村）
- 平成16年（2004年）10月25日 - 恵那市・岩村町・山岡町・明智町・串原村・上矢作町が合併し、改めて恵那市が発足し、郡より離脱。（3町3村）
- 平成17年（2005年）2月13日 - 坂下町・川上村・加子母村・付知町・福岡町・蛭川村が長野県木曽郡山口村とともに中津川市に編入。同日恵那郡消滅。

### 変遷表
| 明治以前      | 明治元年 - 明治22年    | 明治22年 7月1日 町村制施行 | 明治23年 - 明治45年          | 明治23年 - 明治45年          | 大正元年 - 昭和39年                  | 大正元年 - 昭和39年                      | 昭和40年 - 昭和64年                    | 平成元年 - 現在                    | 現在          |
| ------------- | ---------------------- | -------------------------- | ---------------------------- | ---------------------------- | ------------------------------------ | ---------------------------------------- | -------------------------------------- | ---------------------------------- | ------------- |
| 中津川村      | 中津川村               | 中津川町                   | 明治30年4月1日 中津町        | 明治30年4月1日 中津町        | 昭和26年4月1日 中津川町              | 昭和27年4月1日 市制 中津川市             | 中津川市                               | 中津川市                           | 中津川市      |
| 駒場村        | 駒場村                 | 駒場村                     | 明治30年4月1日 中津町        | 明治30年4月1日 中津町        | 昭和26年4月1日 中津川町              | 昭和27年4月1日 市制 中津川市             | 中津川市                               | 中津川市                           | 中津川市      |
| 手賀野村      | 手賀野村               | 手賀野村                   | 明治30年4月1日 中津町        | 明治30年4月1日 中津町        | 昭和26年4月1日 中津川町              | 昭和27年4月1日 市制 中津川市             | 中津川市                               | 中津川市                           | 中津川市      |
| 日比野村      | 明治8年1月 改称 苗木村 | 苗木村                     | 明治23年10月24日 町制 苗木町 | 明治23年10月24日 町制 苗木町 | 昭和26年4月1日 中津川町              | 昭和27年4月1日 市制 中津川市             | 中津川市                               | 中津川市                           | 中津川市      |
| 瀬戸村        | 明治8年1月 瀬戸村      | 苗木村                     | 明治23年10月24日 町制 苗木町 | 明治23年10月24日 町制 苗木町 | 昭和26年4月1日 中津川町              | 昭和27年4月1日 市制 中津川市             | 中津川市                               | 中津川市                           | 中津川市      |
| 上地村        | 明治8年1月 瀬戸村      | 苗木村                     | 明治23年10月24日 町制 苗木町 | 明治23年10月24日 町制 苗木町 | 昭和26年4月1日 中津川町              | 昭和27年4月1日 市制 中津川市             | 中津川市                               | 中津川市                           | 中津川市      |
| 千旦林村      | 千旦林村               | 千旦林村                   | 明治30年4月1日 坂本村        | 明治30年4月1日 坂本村        | 坂本村                               | 昭和29年7月10日 中津川市に編入           | 中津川市                               | 中津川市                           | 中津川市      |
| 茄子川村      | 茄子川村               | 茄子川村                   | 明治30年4月1日 坂本村        | 明治30年4月1日 坂本村        | 坂本村                               | 昭和29年7月10日 中津川市に編入           | 中津川市                               | 中津川市                           | 中津川市      |
| 落合村        | 落合村                 | 落合村                     | 落合村                       | 落合村                       | 落合村                               | 昭和31年9月30日 中津川市に編入           | 中津川市                               | 中津川市                           | 中津川市      |
| 阿木村        | 阿木村                 | 阿木村                     | 阿木村                       | 阿木村                       | 阿木村                               | 昭和32年11月1日 中津川市に編入           | 中津川市                               | 中津川市                           | 中津川市      |
| 飯沼村        | 飯沼村                 | 飯沼村                     | 明治30年4月1日 阿木村に編入  | 阿木村                       | 阿木村                               | 昭和32年11月1日 中津川市に編入           | 中津川市                               | 中津川市                           | 中津川市      |
| 坂下村        | 坂下村                 | 坂下村                     | 坂下村                       | 明治44年1月1日 町制 坂下町   | 坂下町                               | 坂下町                                   | 坂下町                                 | 平成17年2月13日 中津川市に編入     | 中津川市      |
| 上野村        | 上野村                 | 坂下村                     | 坂下村                       | 明治44年1月1日 町制 坂下町   | 坂下町                               | 坂下町                                   | 坂下町                                 | 平成17年2月13日 中津川市に編入     | 中津川市      |
| 川上村        | 川上村                 | 坂下村                     | 坂下村                       | 明治38年7月1日 分立 川上村   | 川上村                               | 川上村                                   | 川上村                                 | 平成17年2月13日 中津川市に編入     | 中津川市      |
| 付知村        | 付知村                 | 付知村                     | 明治30年4月16日 町制 付知町  | 明治30年4月16日 町制 付知町  | 付知町                               | 付知町                                   | 付知町                                 | 平成17年2月13日 中津川市に編入     | 中津川市      |
| 福岡村        | 福岡村                 | 福岡村                     | 明治30年4月1日 福岡村        | 明治30年4月1日 福岡村        | 福岡村                               | 福岡村                                   | 昭和41年4月1日 町制 福岡町             | 平成17年2月13日 中津川市に編入     | 中津川市      |
| 田瀬村        | 田瀬村                 | 福岡村                     | 明治30年4月1日 福岡村        | 明治30年4月1日 福岡村        | 福岡村                               | 福岡村                                   | 昭和41年4月1日 町制 福岡町             | 平成17年2月13日 中津川市に編入     | 中津川市      |
| 高山村        | 高山村                 | 福岡村                     | 明治30年4月1日 福岡村        | 明治30年4月1日 福岡村        | 福岡村                               | 福岡村                                   | 昭和41年4月1日 町制 福岡町             | 平成17年2月13日 中津川市に編入     | 中津川市      |
| 下野村        | 下野村                 | 下野村                     | 明治30年4月1日 福岡村        | 明治30年4月1日 福岡村        | 福岡村                               | 福岡村                                   | 昭和41年4月1日 町制 福岡町             | 平成17年2月13日 中津川市に編入     | 中津川市      |
| 蛭川村        | 蛭川村                 | 蛭川村                     | 蛭川村                       | 蛭川村                       | 蛭川村                               | 蛭川村                                   | 蛭川村                                 | 平成17年2月13日 中津川市に編入     | 中津川市      |
| 加子母村      | 加子母村               | 加子母村                   | 加子母村                     | 加子母村                     | 加子母村                             | 加子母村                                 | 加子母村                               | 平成17年2月13日 中津川市に編入     | 中津川市      |
| 大井村        | 大井村                 | 大井村                     | 明治23年12月27日 町制 大井町 | 明治23年12月27日 町制 大井町 | 大井町                               | 昭和29年4月1日 恵那市                    | 恵那市                                 | 平成16年10月25日 恵那市            | 恵那市        |
| 正家村        | 正家村                 | 長島村                     | 明治31年12月14日 町制 長島町 | 明治31年12月14日 町制 長島町 | 長島町                               | 昭和29年4月1日 恵那市                    | 恵那市                                 | 平成16年10月25日 恵那市            | 恵那市        |
| 永田村        | 永田村                 | 長島村                     | 明治31年12月14日 町制 長島町 | 明治31年12月14日 町制 長島町 | 長島町                               | 昭和29年4月1日 恵那市                    | 恵那市                                 | 平成16年10月25日 恵那市            | 恵那市        |
| 中野村        | 中野村                 | 長島村                     | 明治31年12月14日 町制 長島町 | 明治31年12月14日 町制 長島町 | 長島町                               | 昭和29年4月1日 恵那市                    | 恵那市                                 | 平成16年10月25日 恵那市            | 恵那市        |
| 久須見村      | 久須見村               | 長島村                     | 明治31年12月14日 町制 長島町 | 明治31年12月14日 町制 長島町 | 長島町                               | 昭和29年4月1日 恵那市                    | 恵那市                                 | 平成16年10月25日 恵那市            | 恵那市        |
| 東野村        | 東野村                 | 東野村                     | 東野村                       | 東野村                       | 東野村                               | 昭和29年4月1日 恵那市                    | 恵那市                                 | 平成16年10月25日 恵那市            | 恵那市        |
| 佐々良木村    | 佐々良木村             | 三郷村                     | 三郷村                       | 三郷村                       | 三郷村                               | 昭和29年4月1日 恵那市                    | 恵那市                                 | 平成16年10月25日 恵那市            | 恵那市        |
| 野井村        | 野井村                 | 三郷村                     | 三郷村                       | 三郷村                       | 三郷村                               | 昭和29年4月1日 恵那市                    | 恵那市                                 | 平成16年10月25日 恵那市            | 恵那市        |
| 椋實村        | 椋實村                 | 三郷村                     | 三郷村                       | 三郷村                       | 三郷村                               | 昭和29年4月1日 恵那市                    | 恵那市                                 | 平成16年10月25日 恵那市            | 恵那市        |
| 竹折村        | 竹折村                 | 竹折村                     | 明治30年4月1日 竹折村        | 明治35年5月24日 改称 武並村  | 武並村                               | 昭和29年4月1日 恵那市                    | 恵那市                                 | 平成16年10月25日 恵那市            | 恵那市        |
| 藤村          | 藤村                   | 藤村                       | 明治30年4月1日 竹折村        | 明治35年5月24日 改称 武並村  | 武並村                               | 昭和29年4月1日 恵那市                    | 恵那市                                 | 平成16年10月25日 恵那市            | 恵那市        |
| 中野方村      | 中野方村               | 中野方村                   | 中野方村                     | 中野方村                     | 中野方村                             | 昭和29年4月1日 恵那市                    | 恵那市                                 | 平成16年10月25日 恵那市            | 恵那市        |
| 毛呂窪村      | 毛呂窪村               | 毛呂窪村                   | 明治30年4月1日 笠置村        | 明治30年4月1日 笠置村        | 笠置村                               | 昭和29年4月1日 恵那市                    | 恵那市                                 | 平成16年10月25日 恵那市            | 恵那市        |
| 姫栗村        | 姫栗村                 | 姫栗村                     | 明治30年4月1日 笠置村        | 明治30年4月1日 笠置村        | 笠置村                               | 昭和29年4月1日 恵那市                    | 恵那市                                 | 平成16年10月25日 恵那市            | 恵那市        |
| 加茂郡 河合村 | 加茂郡 河合村          | 加茂郡 河合村              | 明治30年4月1日 笠置村        | 明治30年4月1日 笠置村        | 笠置村                               | 昭和29年4月1日 恵那市                    | 恵那市                                 | 平成16年10月25日 恵那市            | 恵那市        |
| 加茂郡 飯地村 | 加茂郡 飯地村          | 加茂郡 飯地村              | 加茂郡 飯地村                | 加茂郡 飯地村                | 昭和23年4月1日 所属変更 恵那郡飯地村 | 昭和29年4月1日 恵那市                    | 恵那市                                 | 平成16年10月25日 恵那市            | 恵那市        |
| 岩村          | 岩村                   | 岩村町                     | 岩村町                       | 岩村町                       | 岩村町                               | 昭和29年9月10日 岩村町                   | 岩村町                                 | 平成16年10月25日 恵那市            | 恵那市        |
| 富田村        | 富田村                 | 富田村                     | 明治30年4月1日 本郷村        | 明治30年4月1日 本郷村        | 本郷村                               | 昭和29年9月10日 岩村町                   | 岩村町                                 | 平成16年10月25日 恵那市            | 恵那市        |
| 上飯羽間村    | 明治5年5月 飯羽間村    | 飯羽間村                   | 明治30年4月1日 本郷村        | 明治30年4月1日 本郷村        | 本郷村                               | 昭和29年9月10日 岩村町                   | 岩村町                                 | 平成16年10月25日 恵那市            | 恵那市        |
| 中飯羽間村    | 明治5年5月 飯羽間村    | 飯羽間村                   | 明治30年4月1日 本郷村        | 明治30年4月1日 本郷村        | 本郷村                               | 昭和29年9月10日 岩村町                   | 岩村町                                 | 平成16年10月25日 恵那市            | 恵那市        |
| 下飯羽間村    | 明治5年5月 飯羽間村    | 飯羽間村                   | 明治30年4月1日 本郷村        | 明治30年4月1日 本郷村        | 本郷村                               | 昭和29年9月10日 岩村町                   | 岩村町                                 | 平成16年10月25日 恵那市            | 恵那市        |
| 根上村        | 明治5年5月 飯羽間村    | 飯羽間村                   | 明治30年4月1日 本郷村        | 明治30年4月1日 本郷村        | 本郷村                               | 昭和29年9月10日 岩村町                   | 岩村町                                 | 平成16年10月25日 恵那市            | 恵那市        |
| 馬場山田村    | 馬場山田村             | 馬場山田村                 | 明治30年4月1日 遠山村        | 明治30年4月1日 遠山村        | 遠山村                               | 昭和30年3月1日 山岡町                    | 山岡町                                 | 平成16年10月25日 恵那市            | 恵那市        |
| 久保原村      | 久保原村               | 久保原村                   | 明治30年4月1日 遠山村        | 明治30年4月1日 遠山村        | 遠山村                               | 昭和30年3月1日 山岡町                    | 山岡町                                 | 平成16年10月25日 恵那市            | 恵那市        |
| 上手向村      | 上手向村               | 上手向村                   | 明治30年4月1日 遠山村        | 明治30年4月1日 遠山村        | 遠山村                               | 昭和30年3月1日 山岡町                    | 山岡町                                 | 平成16年10月25日 恵那市            | 恵那市        |
| 下手向村      | 下手向村               | 下手向村                   | 明治30年4月1日 鶴岡村        | 明治30年4月1日 鶴岡村        | 鶴岡村                               | 昭和30年3月1日 山岡町                    | 山岡町                                 | 平成16年10月25日 恵那市            | 恵那市        |
| 釜屋村        | 釜屋村                 | 釜屋村                     | 明治30年4月1日 鶴岡村        | 明治30年4月1日 鶴岡村        | 鶴岡村                               | 昭和30年3月1日 山岡町                    | 山岡町                                 | 平成16年10月25日 恵那市            | 恵那市        |
| 原村          | 原村                   | 原村                       | 明治30年4月1日 鶴岡村        | 明治30年4月1日 鶴岡村        | 鶴岡村                               | 昭和30年3月1日 山岡町                    | 山岡町                                 | 平成16年10月25日 恵那市            | 恵那市        |
| 田代村        | 田代村                 | 田代村                     | 明治30年4月1日 鶴岡村        | 明治30年4月1日 鶴岡村        | 鶴岡村                               | 昭和30年3月1日 山岡町                    | 山岡町                                 | 平成16年10月25日 恵那市            | 恵那市        |
| 上村          | 明治5年8月 上村        | 上村                       | 上村                         | 上村                         | 上村                                 | 昭和31年9月30日 上矢作町                 | 上矢作町                               | 平成16年10月25日 恵那市            | 恵那市        |
| 島村          | 明治5年8月 上村        | 上村                       | 上村                         | 上村                         | 上村                                 | 昭和31年9月30日 上矢作町                 | 上矢作町                               | 平成16年10月25日 恵那市            | 恵那市        |
| 飯田洞村      | 明治5年8月 上村        | 上村                       | 上村                         | 上村                         | 上村                                 | 昭和31年9月30日 上矢作町                 | 上矢作町                               | 平成16年10月25日 恵那市            | 恵那市        |
| 小笹原村      | 明治5年8月 上村        | 上村                       | 上村                         | 上村                         | 上村                                 | 昭和31年9月30日 上矢作町                 | 上矢作町                               | 平成16年10月25日 恵那市            | 恵那市        |
| 横道村        | 明治5年8月 上村        | 上村                       | 上村                         | 上村                         | 上村                                 | 昭和31年9月30日 上矢作町                 | 上矢作町                               | 平成16年10月25日 恵那市            | 恵那市        |
| 木實村        | 明治5年8月 上村        | 上村                       | 上村                         | 上村                         | 上村                                 | 昭和31年9月30日 上矢作町                 | 上矢作町                               | 平成16年10月25日 恵那市            | 恵那市        |
| 下村          | 下村                   | 下原田村                   | 下原田村                     | 下原田村                     | 下原田村                             | 昭和31年9月30日 上矢作町                 | 上矢作町                               | 平成16年10月25日 恵那市            | 恵那市        |
| 漆原村        | 漆原村                 | 下原田村                   | 下原田村                     | 下原田村                     | 下原田村                             | 昭和31年9月30日 上矢作町                 | 上矢作町                               | 平成16年10月25日 恵那市            | 恵那市        |
| 小田子村      | 小田子村               | 下原田村                   | 下原田村                     | 下原田村                     | 下原田村                             | 昭和31年9月30日 上矢作町                 | 上矢作町                               | 平成16年10月25日 恵那市            | 恵那市        |
| 串原村        | 串原村                 | 串原村                     | 串原村                       | 串原村                       | 串原村                               | 串原村                                   | 串原村                                 | 平成16年10月25日 恵那市            | 恵那市        |
| 阿妻村        | 阿妻村                 | 阿妻村                     | 明治30年4月1日 吉田村        | 明治30年4月1日 吉田村        | 吉田村                               | 昭和30年10月5日 明智町に編入             | 明智町                                 | 平成16年10月25日 恵那市            | 恵那市        |
| 田良子村      | 明治8年1月 大田村      | 大田村                     | 明治30年4月1日 吉田村        | 明治30年4月1日 吉田村        | 吉田村                               | 昭和30年10月5日 明智町に編入             | 明智町                                 | 平成16年10月25日 恵那市            | 恵那市        |
| 大栗村        | 明治8年1月 大田村      | 大田村                     | 明治30年4月1日 吉田村        | 明治30年4月1日 吉田村        | 吉田村                               | 昭和30年10月5日 明智町に編入             | 明智町                                 | 平成16年10月25日 恵那市            | 恵那市        |
| 上田村        | 明治8年1月 大田村      | 大田村                     | 明治30年4月1日 吉田村        | 明治30年4月1日 吉田村        | 吉田村                               | 昭和30年10月5日 明智町に編入             | 明智町                                 | 平成16年10月25日 恵那市            | 恵那市        |
| 吉良見村      | 吉良見村               | 吉良見村                   | 明治30年4月1日 吉田村        | 明治30年4月1日 吉田村        | 吉田村                               | 昭和30年10月5日 明智町に編入             | 明智町                                 | 平成16年10月25日 恵那市            | 恵那市        |
| 大船村        | 明治8年1月 大泉村      | 大泉村                     | 明治30年4月1日 吉田村        | 明治30年4月1日 吉田村        | 吉田村                               | 昭和30年10月5日 明智町に編入             | 明智町                                 | 平成16年10月25日 恵那市            | 恵那市        |
| 小泉村        | 明治8年1月 大泉村      | 大泉村                     | 明治30年4月1日 吉田村        | 明治30年4月1日 吉田村        | 吉田村                               | 昭和30年10月5日 明智町に編入             | 明智町                                 | 平成16年10月25日 恵那市            | 恵那市        |
| 明知村        | 明知村                 | 明知町                     | 明治30年4月1日 明知町        | 明知町                       | 明知町                               | 昭和29年7月1日 明智町                    | 明智町                                 | 平成16年10月25日 恵那市            | 恵那市        |
| 野志村        | 野志村                 | 野志村                     | 明治30年4月1日 明知町        | 明治38年7月1日 分立 静波村   | 静波村                               | 昭和29年7月1日 明智町                    | 明智町                                 | 平成16年10月25日 恵那市            | 恵那市        |
| 杉平村        | 明治8年1月 杉野村      | 杉野村                     | 明治30年4月1日 明知町        | 明治38年7月1日 分立 静波村   | 静波村                               | 昭和29年7月1日 明智町                    | 明智町                                 | 平成16年10月25日 恵那市            | 恵那市        |
| 門野村        | 明治8年1月 杉野村      | 杉野村                     | 明治30年4月1日 明知町        | 明治38年7月1日 分立 静波村   | 静波村                               | 昭和29年7月1日 明智町                    | 明智町                                 | 平成16年10月25日 恵那市            | 恵那市        |
| 馬坂村        | 明治7年9月 東方村      | 東方村                     | 明治30年4月1日 明知町        | 明治38年7月1日 分立 静波村   | 静波村                               | 昭和29年7月1日 明智町                    | 明智町                                 | 平成16年10月25日 恵那市            | 恵那市        |
| 馬木村        | 明治7年9月 東方村      | 東方村                     | 明治30年4月1日 明知町        | 明治38年7月1日 分立 静波村   | 静波村                               | 昭和29年7月1日 明智町                    | 明智町                                 | 平成16年10月25日 恵那市            | 恵那市        |
| 高波村        | 明治7年9月 東方村      | 東方村                     | 明治30年4月1日 明知町        | 明治38年7月1日 分立 静波村   | 静波村                               | 昭和29年7月1日 明智町                    | 明智町                                 | 平成16年10月25日 恵那市            | 恵那市        |
| 峰山村        | 明治7年9月 東方村      | 東方村                     | 明治30年4月1日 明知町        | 明治38年7月1日 分立 静波村   | 静波村                               | 昭和29年7月1日 明智町                    | 明智町                                 | 平成16年10月25日 恵那市            | 恵那市        |
| 小杉村        | 明治7年9月 東方村      | 東方村                     | 明治30年4月1日 明知町        | 明治38年7月1日 分立 静波村   | 静波村                               | 昭和29年7月1日 明智町                    | 明智町                                 | 平成16年10月25日 恵那市            | 恵那市        |
| 落倉村        | 明治7年9月 東方村      | 東方村                     | 明治30年4月1日 明知町        | 明治38年7月1日 分立 静波村   | 静波村                               | 昭和29年7月1日 明智町                    | 明智町                                 | 平成16年10月25日 恵那市            | 恵那市        |
| 澤中村        | 明治7年9月 東方村      | 東方村                     | 明治30年4月1日 明知町        | 明治38年7月1日 分立 静波村   | 静波村                               | 昭和29年7月1日 明智町                    | 明智町                                 | 平成16年10月25日 恵那市            | 恵那市        |
| 颪村          | 明治8年1月 横通村      | 三濃村                     | 三濃村                       | 三濃村                       | 三濃村                               | 昭和30年4月1日 明智町に編入              | 明智町                                 | 平成16年10月25日 恵那市            | 恵那市        |
| 柏尾村        | 明治8年1月 横通村      | 三濃村                     | 三濃村                       | 三濃村                       | 三濃村                               | 昭和30年4月1日 明智町に編入              | 明智町                                 | 平成16年10月25日 恵那市            | 恵那市        |
| 岩竹村        | 明治8年1月 横通村      | 三濃村                     | 三濃村                       | 三濃村                       | 三濃村                               | 昭和30年4月1日 明智町に編入              | 明智町                                 | 平成16年10月25日 恵那市            | 恵那市        |
| 安主村        | 明治8年1月 横通村      | 三濃村                     | 三濃村                       | 三濃村                       | 三濃村                               | 昭和30年4月1日 明智町に編入              | 明智町                                 | 平成16年10月25日 恵那市            | 恵那市        |
| 土助村        | 明治8年1月 横通村      | 三濃村                     | 三濃村                       | 三濃村                       | 三濃村                               | 昭和30年4月1日 明智町に編入              | 明智町                                 | 平成16年10月25日 恵那市            | 恵那市        |
| 才坂村        | 明治8年1月 横通村      | 三濃村                     | 三濃村                       | 三濃村                       | 三濃村                               | 昭和30年4月1日 明智町に編入              | 明智町                                 | 平成16年10月25日 恵那市            | 恵那市        |
| 一色村        | 明治8年1月 野原村      | 三濃村                     | 三濃村                       | 三濃村                       | 三濃村                               | 昭和30年4月1日 愛知県東加茂郡 旭村に編入 | 昭和42年4月1日 町制 愛知県東加茂郡旭町 | 平成17年4月1日 愛知県豊田市 に編入 | 愛知県 豊田市 |
| 上切村        | 明治8年1月 野原村      | 三濃村                     | 三濃村                       | 三濃村                       | 三濃村                               | 昭和30年4月1日 愛知県東加茂郡 旭村に編入 | 昭和42年4月1日 町制 愛知県東加茂郡旭町 | 平成17年4月1日 愛知県豊田市 に編入 | 愛知県 豊田市 |
| 上中切村      | 明治8年1月 野原村      | 三濃村                     | 三濃村                       | 三濃村                       | 三濃村                               | 昭和30年4月1日 愛知県東加茂郡 旭村に編入 | 昭和42年4月1日 町制 愛知県東加茂郡旭町 | 平成17年4月1日 愛知県豊田市 に編入 | 愛知県 豊田市 |
| 下中切村      | 明治8年1月 野原村      | 三濃村                     | 三濃村                       | 三濃村                       | 三濃村                               | 昭和30年4月1日 愛知県東加茂郡 旭村に編入 | 昭和42年4月1日 町制 愛知県東加茂郡旭町 | 平成17年4月1日 愛知県豊田市 に編入 | 愛知県 豊田市 |
| 下切村        | 明治8年1月 野原村      | 三濃村                     | 三濃村                       | 三濃村                       | 三濃村                               | 昭和30年4月1日 愛知県東加茂郡 旭村に編入 | 昭和42年4月1日 町制 愛知県東加茂郡旭町 | 平成17年4月1日 愛知県豊田市 に編入 | 愛知県 豊田市 |
| 浅谷村        | 明治8年1月 浅谷村      | 三濃村                     | 三濃村                       | 三濃村                       | 三濃村                               | 昭和30年4月1日 愛知県東加茂郡 旭村に編入 | 昭和42年4月1日 町制 愛知県東加茂郡旭町 | 平成17年4月1日 愛知県豊田市 に編入 | 愛知県 豊田市 |
| 須淵村        | 明治8年1月 浅谷村      | 三濃村                     | 三濃村                       | 三濃村                       | 三濃村                               | 昭和30年4月1日 愛知県東加茂郡 旭村に編入 | 昭和42年4月1日 町制 愛知県東加茂郡旭町 | 平成17年4月1日 愛知県豊田市 に編入 | 愛知県 豊田市 |
| 大川村        | 大川村                 | 大川村                     | 明治30年4月1日 陶村          | 明治30年4月1日 陶村          | 昭和7年10月1日 町制 陶町             | 昭和29年4月1日 瑞浪市に編入              | 瑞浪市                                 | 瑞浪市                             | 瑞浪市        |
| 水上村        | 水上村                 | 水上村                     | 明治30年4月1日 陶村          | 明治30年4月1日 陶村          | 昭和7年10月1日 町制 陶町             | 昭和29年4月1日 瑞浪市に編入              | 瑞浪市                                 | 瑞浪市                             | 瑞浪市        |
| 猿爪村        | 猿爪村                 | 猿爪村                     | 明治30年4月1日 陶村          | 明治30年4月1日 陶村          | 昭和7年10月1日 町制 陶町             | 昭和29年4月1日 瑞浪市に編入              | 瑞浪市                                 | 瑞浪市                             | 瑞浪市        |

## 主な神社
延喜式神名帳より後に作成された『美濃国神名帳』には恵奈郡には式内社三座と帳内社が七社あり、その他、国史見在社として、長田神がある。

### 式内社
- 清坂明神　坂本神社八幡宮もしくは坂本神社諏訪社
- 中津川明神　中川神社
- 恵奈明神　恵那山頂上にある神社。

### 帳内社
- 加上明神　中津川市中津川小字川上(かおれ)にある恵那神社。
- 阿氣明神　中津川市阿木字大門前の八幡神社もしくは中津川市阿木広岡の血洗神社[10]。
- 長窪明神　恵那市明智町杉野字長窪にある八幡神社と推定される。
- 鴈栖明神　所在地不明。

### 国史見在社
- 長田神　貞観6年(864年)の日本三代実録に美濃国長田神に神階奉授の記述があり、新撰美濃志では、恵那市長島町永田字田中の神社址を推定している。

された。

## 行政
歴代郡長
| 代 | 氏名     | 就任年月日                 | 退任年月日                 | 備考                   |
| -- | -------- | -------------------------- | -------------------------- | ---------------------- |
| 1  | 山村良貴 | 明治12年（1879年）2月25日  | 明治14年（1881年）3月6日   |                        |
| 2  | 神谷道一 | 明治14年（1881年）3月7日   | 明治16年（1883年）3月4日   |                        |
| 3  | 阿部直輔 | 明治16年（1883年）3月5日   | 明治19年（1886年）3月17日  |                        |
| 4  | 福田豊   | 明治19年（1886年）3月18日  | 明治26年（1893年）12月20日 |                        |
| 5  | 国井清廉 | 明治26年（1893年）12月21日 | 明治31年（1898年）1月31日  |                        |
| 6  | 若林卓爾 | 明治31年（1898年）2月1日   | 明治43年（1910年）12月20日 |                        |
| 7  | 大野薫   | 明治43年（1910年）12月21日 | 大正4年（1915年）4月27日   |                        |
| 8  | 立木利道 | 大正4年（1915年）4月28日   | 大正12年（1923年）2月25日  |                        |
| 9  | 辻寶一   | 大正12年（1923年）2月26日  | 大正13年（1924年）10月3日  |                        |
| 10 | 河村牧太 | 大正13年（1924年）10月4日  | 大正15年（1926年）6月30日  | 郡役所廃止により、廃官 |

### 恵那郡役所と郡会
明治11年（1878年）7月22日 - 帝国議会において地方三新法の一つである郡区町村編制法が制定され大区小区制を廃止して各町村を独立させることが決まった。岐阜県は明治12年（1879年）2月18日に大区小区制を廃止して町村を独立させて新たに郡治分割を通達し、旧来からの郡の名称を踏襲して郡役所の位置を指定し、郡村行政区域を明らかにして郡長を選任した。明治12年2月25日に山村良貴が初代恵那郡長に任ぜられるとともに、中山道大井宿の旧本陣に恵那郡役所の仮庁舎が設けられたが、2年後の明治14年（1881年）1月15日に中津川村に移転した。
明治30年（1897年）8月1日、郡制が施行され、8月25日に郡会議員選挙が行われ、各町村選出議員20名、大地主議員5名、総数25名であった。9月16日に第一回目の郡会が招集され法律の定めるところによって役員の選挙を行い、恵那郡会が成立し、郡の自治制が完備した。
- 明治32年（1899年）3月に郡制の一部改正が行われた。
- 大正12年（1923年）4月1日、郡会が廃止されるが、郡役所は存続。
- 大正15年（1926年）7月1日、郡役所が廃止となる。

### 恵那郡の警察
(警察署)中津町、(分署)岩村町、(警部補派出所)大井町、(巡査部長派出所)または(巡査駐在所)付知町、坂下町、明知町に置いた。

### 恵那郡の裁判
裁判事務は岐阜地方裁判所御嵩区裁判所の管轄下にあり、中津町、岩村町、大井町、明知町、付知町に出張所を置いて登記事務を扱った。

### 恵那郡の陸軍管区
第三師管第五旅管岐阜連隊区に属した。

## 関連リンク
- 旧高旧領取調帳データベース
- 岐阜県市町村合併等経過一覧表 - ウェイバックマシン（2014年8月8日アーカイブ分）、岐阜県地域計画局市町村